# Розсвіт (Мокроусовський округ)
Розсві́т (рос. Рассвет) — село у складі Мокроусовського округу Курганської області, Росія.
Населення — 386 осіб (2010, 517 у 2002).
Національний склад станом на 2002 рік:
- росіяни — 89 %